# مدرسة القوات الجوية اللبنانية
مدرسة القوات الجوية اللبنانية هي أكاديمية عسكرية تابعة للقوات الجوية اللبنانية وجزءاً منها، تأسست عام 1960. تهدف المدرسة إلى تأهيل طياري القوات الجوية وتقع في قاعدة رياق الجوية؛ ومع ذلك تتحكم فيها قيادة القوات الجوية الموجودة في قاعدة بيروت الجوية. تَستخدم المدرسة حالياً مروحيات ريفين روبنسون آر44 الثانية تتبع السرب الخامس عشر للأغراض التدريبية.

## مهمة المدرسة
تُدرب المدرسة طياري القوات الجوية وفقاً لاحتياجات المتدربين وطبقاً لقدرات المدرسة، مع مراعاة التطورات التكنولوجية والعسكرية المستمرة. كما أنه تساعد ضباط الجيش، الذين نقلوا من الكلية الحربية لهذا الغرض، من خلال إعدادهم تقنياً للطيران بالطائرات النفاثة والمروحيات ومنحهم دورات في التكتيكات الجوية والبرية. كما تُقدم المدرسة دورات ثانوية أخرى بما في ذلك دورات لغة أجنبية من أجل الحفاظ على مستوى تعليمي عالٍ بين المتدربين. تدرب المدرسة الطيارين دائماً، وفقاً للمهام المُكلفين بها من كليات ومدارس الجيش اللبناني.

## تاريخها
يُعد الأول من أغسطس 1982 تاريخ آخر ترقية حصل عليها ضباط القوات الجوية التابعين للمدرسة. فقد توقف التدريب خلال الحرب الأهلية اللبنانية، لكن بعد 4 سنوات أُرسل المتدربين لبرامج تدريب في الخارج. وفي عام 1995 بعد أن وفرت الولايات المتحدة مروحيات جديدة طراز يو إتش-بيل1 للجيش اللبناني، انتقل المتدربين إلى المدرسة. واستؤنفت أنشطة التدريب في 1997 عندما توجه الضباط المنقولين إلى رتبة رائد من القوات البرية إلى القوات الجوية. وكان التدريب قد توقف في القاعدة الأولية للمدرسة في تلك الفترة حتى 5 نوفمبر 2001، عندما نُقل ستة ضباط جدد إلى القوات الجوية بالإضافة إلى أربعة ضباط مراقبة (ترقوا في عام 2003). وفي 2002، التحق ثلاثة ضباط بالمدرسة لفترة تدريب مدتها عامين.
قبل استخدام مروحيات ريفين روبنسون آر44 الثانية ابتداءً من 2005، كانت المدرسة تستخدم في البداية مروحيات يو إتش-بيل1 (Huey) للتدريب؛ ومع ذلك، مازالت تستخدمها في فترات لاحقة في الدورات التدريبية أثناء تدريبات طائرات الهليكوبتر المتطورة.

## وصلات خارجية
- موقع القوات الجوية اللبنانية